# Tracey Emin
Tracey Emin (Croydon, Anglaterra, 1963) és una artista britànica reconeguda dins el grup dels Young British Artists. Emin és segona en notorietat després del mediàtic Damien Hirst. Emin va néixer a Londres, però va créixer a Margate. Va estudiar art en Maidstone, després va tornar a Londres on va estudiar pintura en el Royal College of Art.

## Biografia
En els seus inicis es reconeixen les influències d'Edvard Munch i Egon Schiele; Tracey Emin va destruir tots els seus quadres de la primera etapa. Posteriorment als seus estudis en pintura, es va interessar per la filosofia. A l'inici de la seva carrera com a artista, Emin va obrir una tenda anomenada "The Shop" en el carrer Bethnal Green, en societat amb Sarah Lucas. Venien obres d'ambdues, incloent samarretes i cendrers amb la imatge de Damien Hirst. El 1994 va realitzar la seva primer exposició individual en la galeria d'art White Cube, una de les més importants galeries de Londres. Es va titular "La meva major retrospectiva" i va ésser típicament autobiogràfica. Consistia en fotografies personals i fotos de les seves (avui destruïdes) primeres pintures al costat d'objectes que molts artistes no farien públic com a paquets de cigarrets que portava el seu oncle quan va morir decapitat en un accident de trànsit.
La seva disposició per ensenyar detalls de la seva vida privada és un dels segells distintius de la seva obra. Emin es va fer artista reconeguda quan el 1997 el canal de televisió Channel 4 li va realitzar una entrevista especial. Va ser un programa amb un debat seriós i intens, on Emin estava completament drogada, en part pels tranquil·litzants que havia pres per calmar el dolor d'un dit trencat; durant tota l'entrevista no va parar de dir que volia tornar a la seva casa amb la seva mare. Dos anys després el 1999 Emin va formar part de la llista d'artistes escollits per al premi Turner (Turner Prize) i va exposar el seu llit sota el títol My Bed (literalment "el meu llit") a la Tate Gallery.

## Algunes obres

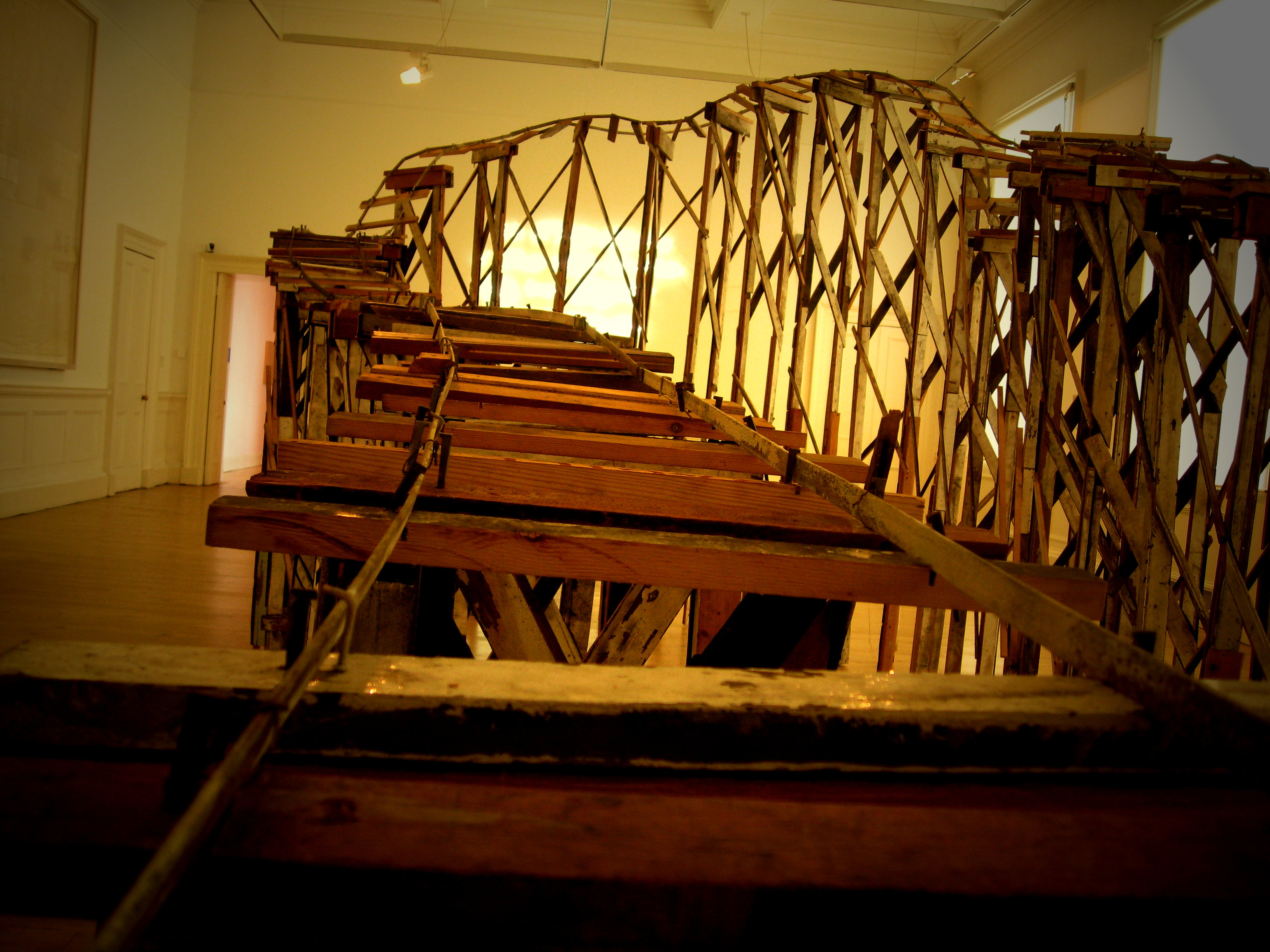
'It’s Not the Way I want to Die'. Tracey Emin. 2005

My Bed és la seva obra més coneguda, des que va formar part de la terna final del premi Turner el 1999. La peça consistia en el seu propi llit sense fer, amb llençols amb taques grogues. Al costat del llit i a terra hi havia coses de la seva habitació com condons, paquets de cigarrets buits, un parell de calces amb taques menstruals i altres objectes íntims i domèstics, incloent-hi un parell de sabatilles. Encara que no va guanyar, aquesta obra va cridar enormement l'atenció i generar abundants cròniques en la premsa internacional.
Everyone I Have Ever Slept With és una altra de les obres amb les quals va guanyar reconeixement és Everyone I Have Ever Slept With 1963-95, una tenda de campanya adornada amb els noms de totes les persones amb els qui alguna vegada va dormir, inclosos companys sexuals, familiars amb els qui va dormir en la seva infància, el seu germà bessó i els seus dos embarassos perduts. Alguna vegada, sense temor, Emin va dir que aquesta exposició es tractava menys de les seves conquestes sexuals que de la seva intimitat en un sentit general. Emin inclou el nom de totes aquestes persones mitjançant la tècnica de la costura, que farà servir també en altres obres. Aquesta peça, juntament amb moltes altres tant seves com d'altres artistes YBA com els germans Chapman, va ser destruïda en un incendi a Londres el 26 de maig de 2004.

## Reconeixements
El desembre de 2024, la BBC va incloure-la en la seva llista 100 Women, que reconeix a les dones més inspiradores i influents de l'any a nivell mundial.